# Томат
Тома́т, или помидо́р  (лат. Solánum lycopérsicum), — однолетнее или многолетнее травянистое растение, вид рода Паслён (Solanum) семейства Паслёновые (Solanaceae). Возделывается как овощная культура; выращивается ради съедобных плодов — сочных многогнёздных ягод различной формы и окраски, также называемых томатами или помидорами.

## Название
«Томат» восходит к ацтекскому названию растения «томатль». В русский язык слово попало из французского (tomate). «Помидор», другой популярный вариант названия овоща, происходит от итал. pomo d'oro — «золотое яблоко».
Существует также ещё одна версия: вскоре после открытия Америки, ярко-красные помидоры в Европе, видимо, из-за их расцветки, символизирующей любовь, были переименованы в любовные яблоки (фр. pomme d'amour, а по-русски — помидор).
Латинский суффикс lycopersicum переводится дословно как «волчий персик».

## Биологические особенности
Томат имеет сильно развитую корневую систему стержневого типа. Корни разветвлённые, растут и формируются быстро. Уходят в землю на большую глубину (при безрассадной культуре до 1 м и более), распространяясь в диаметре на 1,5—2,5 м. При наличии влаги и питания дополнительные корни могут образовываться на любой части стебля, поэтому томат можно размножать не только семенами, но также черенками и боковыми побегами (пасынками). Поставленные в воду, они через несколько суток образуют корни.
Стебель у томата прямостоячий или полегающий, ветвящийся, высотой от 30 см до 2 м и более. Листья непарноперистые, рассечённые на крупные доли, иногда картофельного типа. Цветки мелкие, невзрачные, жёлтые различных оттенков, собраны в кисть. Томат — факультативный самоопылитель: в одном цветке имеются мужские и женские органы.
Плоды — сочные многогнёздные ягоды различной формы (от плоско-округлой до цилиндрической; могут быть мелкими (масса до 50 г), средними (51—100 г) и крупными (свыше 100 г, иногда до 800 г и более). Окраска плодов от бледно-розовой до ярко-красной и малиновой, от белой, светло-зелёной, светло-жёлтой до золотисто-жёлтой.
- Цветки и листья томата
- Спелые плоды на ветке
- Внешний вид и разрез плода

## Состав плодов томатов
Плоды томата отличаются высокими питательными, вкусовыми и диетическими качествами. Калорийность спелых плодов (энергетическая ценность) — 19 ккал. Они содержат 4,5—8,1 % сухого вещества, в котором половину представляют сахара, в основном глюкоза и фруктоза, а также органические кислоты (3,5—8,5 %), клетчатка (0,87—1,7 %). Плоды также содержат белки (0,6—1,1 %), пектиновые вещества (до 0,3 %), крахмал (0,07—0,3 %), минеральные вещества (0,6 %). В плодах томата высокое содержание каротиноидов (фитоен, неуроспорин, ликопин, неаликопин, каротин (0,8—1,2 мг/100 г сырой массы), ликосантин, ликофилл), витаминов (В1, В2, В3, В5), фолиевой и аскорбиновой кислоты (15—45 мг/100 г сырой массы), органических (лимонная, яблочная, щавелевая, винная, янтарная, гликолевая), жирных (пальмитиновая, стеариновая, линолевая) и фенолкарбоновых (п-кумаровая, кофейная, феруловая) кислот. В плодах найдены антоцианы, стеарины, тритерпеновые сапонины, абсцизовая кислота.
Имеющийся в томатах холин понижает содержание холестерина в крови, предупреждает жировое перерождение печени, повышает иммунные свойства организма, способствует образованию гемоглобина. В кожице томатов обнаружен флавоноид нарингенин, обладающий противовоспалительным действием.
Содержание микроэлементов в 1 кг плодов: натрий — 40 мг, калий — 2680 мг, кальций — 110 мг, магний — 120 мг, железо — 6 мг, меди — 0,97 мг, фосфор — 270 мг, сера — 140 мг, хлор — 400 мг, марганец — 1,89 мг.

## Классификация
В настоящее время существует несколько классификаций томатов. В России принята традиционная классификация Брежнева. В традиционной классификации томаты рассматриваются как представители рода Lycopersicon Tourn. В 1964 году советским растениеводом-селекционером Д. Д. Брежневым в роде Lycopersicon было выделено три вида:
- томат перуанский Lycopersicon peruvianum Brezhnev
- томат волосистый Lycopersicon hirsutum Humb. et Bonpl.
- томат обыкновенный Lycopersicon esculentum Mill.

Наиболее полной классификацией рода Lycopersicon является классификация американского профессора Ч. Рика (C.M.Rick; 1915—2002), описавшего 9 видов томатов:
- Lycopersicon cheesmanii,
- Lycopersicon chilense,
- Lycopersicon chmielewskii,
- Lycopersicon esculentum,
- Lycopersicon hirsutum,
- Lycopersicon parviflorum,
- Lycopersicon pennellii,
- Lycopersicon peruvianum,
- Lycopersicon pimpinellifolium.

Современные ботаники, придерживающиеся филогенетического подхода, считают род Lycopersicon парафилетическим, на основании чего томаты приписывают к роду Паслён (Solanum). В связи с таким подходом одни и те же растения имеют синонимичные названия:
| Русское название   | Традиционная классификация                    | Классификация APG II     |
| ------------------ | --------------------------------------------- | ------------------------ |
| Томат обыкновенный | Lycopersicon esculentum                       | Solanum lycopersicum     |
| Томат перуанский   | Lycopersicon peruvianum                       | Solanum peruvianum       |
| Томат смородинный  | Lycopersicon esculentum ssp. pimpinellifolium | Solanum pimpinellifolium |

На практике, садоводы продолжают пользоваться традиционными названиями, тогда как в строго ботанической литературе употребляется второй вариант.

### Сорта томатов
Сорта томата характеризуют по различным критериям:
- По типу роста куста — детерминированные и недетермированные
- По времени созревания — ранние, среднеспелые, поздние
- По способу употребления — столовые, для консервации, для производства сока и др.

Наиболее распространены сорта нештамбового томата, имеющего тонкие стебли, полегающие под тяжестью плодов, и крупные, слабогофрированные листья; кусты могут быть как карликовыми, так и высокорослыми. Сорта штамбового томата достаточно многочисленны. Стебли у растений толстые, листья среднего размера, с короткими черешками и сближенными долями, сильногофрированные; пасынков образуется мало. Кусты компактные — от карликовых до среднерослых. Выведены полуштамбовые сорта томата, занимающие промежуточное положение между указанными группами. Сортов картофельного типа, получившего название за сходство его листьев с картофельными, очень мало.
По типу роста куста сорта томата делятся на детерминированные (слаборослые) и индетермированные (высокорослые). У детерминированных сортов основной стебель и боковые побеги прекращают рост после образования на стебле 2—6, иногда более кистей. Стебель и все побеги заканчиваются цветочной кистью. Пасынки образуются только в нижней части стебля. Куст небольшой или средних размеров (60—180 см). Кроме типично детерминированных выделяют также супердетерминированные сорта, у которых растения прекращают рост после формирования на основном стебле 2—3 кистей (все побеги оканчиваются соцветиями и образуют сильноразветвлённый небольшой куст; вторая волна роста отмечается после созревания большей части плодов; первое соцветие образуется на высоте 7—8-го листа), а также полудетерминированные, растения которых отличаются более сильным, почти неограниченным ростом — формируют на одном стебле 8—10 кистей. У индетермированных сортов томатов рост растений неограничен. Основной стебель заканчивается цветочной кистью (первая кисть образуется над 9—12 листом), а пасынок, растущий из пазухи листа, ближайшего к верхушечной кисти, продолжает рост основного стебля. После образования нескольких листьев пасынок заканчивает свой рост заложением цветочного бутона, а рост растения продолжается за счёт ближайшего пасынка. Так происходит до конца вегетации, которая обычно завершается первым осенним заморозком. Куст высокорослый (2 м и более), но темп цветения и плодообразования ниже, чем у томатов детерминированных сортов, растянутый.

## Использование
Томат сегодня — одна из самых популярных культур, благодаря своим ценным питательным и диетическим качествам, большому разнообразию сортов, высокой отзывчивости на применяемые приёмы выращивания. Его возделывают в открытом грунте, под плёночными укрытиями, в теплицах, парниках, на балконах, лоджиях и даже в комнатах на подоконниках.
Плоды томата употребляют в пищу свежими, варёными, жареными, консервированными, вялеными, из них готовят томат-пасту, томат-пюре, томатный сок, кетчуп и другие соусы, лечо. В Испании популярны холодные томатные супы — гаспачо, сальморехо.
Наиболее богаты ликопином и другими питательными веществами сушёные томаты, которые добавляют в супы (как, например, чернослив). За 4—10 дней сушки на солнце томаты черри теряют 88 % своего веса, а крупноплодные помидоры — до 93 %. Чтобы получить 1 кг сушёных томатов, требуется от 8 до 14 кг свежих плодов.

### История использования
Родина помидоров — Южная Америка, где до сих пор встречаются дикие и полукультурные формы томата.

#### Применение у ацтеков
В произведении «Общая история дел Новой Испании» (1547—1577) Бернардино де Саагун, опираясь на сведения ацтеков о свойствах растений, привёл различные сведения о томате (шитоматль), в частности, о том, что:

Болезнь глазного бельма, образующуюся у детей, нужно лечить икрой мелкой ящерицы, и перемешать её с сажей или водой, и прокапать внутрь глаз несколько капель этой смеси, или взять ярь-медянку матлали и перемешать с томатом, и прокапать несколько капель в них… Насморк у новорождённых детей нужно лечить утренней росой, капая несколько капель в нос упомянутых детей, или молоко их матерей, или сок особого корня, который на местном языке называется симатль, или провести пальцем, смоченным в томате, или в соли.

Первое упоминание о применении помидоров в пищу связано с каннибализмом ацтеков. Они использовались при тушении человеческого мяса с солью и перцем.

#### Внедрение в Европе
В середине XVI века томат попал в Испанию и Португалию, а затем во Францию, Италию и другие европейские страны. Долгое время томаты считались несъедобными и даже ядовитыми. Европейские садоводы разводили их как экзотическое декоративное растение. Самый ранний рецепт блюда из помидоров опубликован в кулинарной книге в Неаполе в 1692 году, при этом автор ссылался на то, что этот рецепт родом из Испании.
В XVII столетии французский садовод Оливье де Серр утверждал, что помидоры несъедобны, другие говорили, что плоды вызывают тошноту и рвоту. Уже в XIX веке в немецком Ботаническом словаре 1811 года о помидорах сообщается следующее: «Хотя томат и считается ядовитым растением…в Португалии и Богемии даже делают из него соусы, отличающиеся крайне приятным кисловатым вкусом».
В XVIII веке томат попал в Россию, где также вначале возделывался как декоративное растение, так как ягоды не созревали полностью. Овощной продовольственной культурой растение было признано благодаря русскому учёному-агроному А. Т. Болотову, которому удалось добиться полной спелости томатов с помощью рассадного способа выращивания и метода дозаривания.

## Мировое производство
Китай является крупнейшим производителем томатов в мире. Он производит более 30 % всех томатов в мире (56,3 из 177 миллионов тонн) и опережает Индию, второго по величине производителя в мире, почти в 3 раза.
Крупнейшие производители томатов в тысячах тонн:
| Номер | Страна     | 1992 | 2014   | 2016   | 2022   |
| ----- | ---------- | ---- | ------ | ------ | ------ |
| 1     | Китай      | 8350 | 52 459 | 56 309 | 68 242 |
| 2     | Индия      | 4850 | 18 736 | 18 399 | 20 694 |
| 3     | Турция     | 6450 | 11 850 | 12 600 | 13 000 |
| 4     | США        | 9730 | 15 875 | 13 038 | 10 200 |
| 5     | Египет     | 4694 | 8288   | 7943   | 6275   |
| 6     | Италия     | 5483 | 5624   | 6438   | 6136   |
| 7     | Мексика    | 1677 | 3536   | 4047   | 4208   |
| 8     | Бразилия   | 2141 | 4303   | 4168   | 3810   |
| 9     | Нигерия    | 400  | 4084   | 2633   | 3685   |
| 10    | Испания    | 2647 | 4889   | 4672   | 3652   |
| 11    | Иран       | 2371 | 6363   | 6373   | 3400   |
| 12    | Россия     | 1600 | 2819   | 2986   | 2646   |
| 13    | Узбекистан | 527  | 2286   | 2648   | 2191   |

### Производство в России
В 2023 году в организованном секторе производство томатов в открытом грунте выросло до 1,1 млн тонн, в закрытом грунте до 724 тыс. тонн.
Около 95 % грунтовых томатов производят Астраханская и Волгоградская области, а также Кабардино-Балкарская Республика.
Основные регионы по производству тепличных томатов — Ставропольский и Краснодарский края, Липецкая, Московская, Калужская, Воронежская и Тамбовская области.

## Агротехника
Томат — теплотребовательная культура, оптимальная температура для роста и развития растений составляет +22…+25 °C, при температуре ниже 15 °С не цветёт, погибает при замерзании ниже 0° С, при температуре ниже +10 °C прекращается рост растений и пыльца в цветках не созревает и неоплодотворённая завязь отпадает. Томат плохо переносит повышенную влажность воздуха, но требует много воды для роста плодов. Растения томата требовательны к свету. При его недостатке задерживается развитие растений, листья бледнеют, образовавшиеся бутоны опадают, стебли сильно вытягиваются. Досвечивание в рассадный период улучшает качество рассады и повышают продуктивность растений.
Культивируют как в открытом грунте, так и в теплицах и парниках.
При внесении органических и минеральных удобрений и поддержании грунта в рыхлом состоянии томат может расти на любых почвах (кроме очень кислых). Основные элементы минерального питания для томатов, как и для других растений — азот, фосфор и калий. В азоте томат особенно нуждается в период интенсивного роста плодов, однако переизбыток азота нежелателен, поскольку это приводит к сильному нарастанию вегетативной массы (т. н. жирование растений) в ущерб плодоношению, а также интенсивному накоплению в плодах нитратов. При недостатке фосфора растения томатов слабо усваивают азот, вследствие чего прекращается их рост, задерживается формирование и созревание плодов, листья приобретают сине-зелёную, затем сероватую, а стебли лилово-коричневую окраску. Фосфор особенно необходим томатам в начале вегетации. Усвоенный растениями в этот период, он идёт затем на формирование плодов. Калия томат потребляет больше, чем азота и фосфора. Он особенно нужен растениям в период роста плодов. При недостатке этого элемента по краям листьев появляются жёлто-коричневые точки, они начинают скручиваться, а затем отмирают. Томатам также необходимы микроэлементы, влияющие на рост и развитие растений: марганец, бор, медь, магний, сера и др. Их вносят в виде микроудобрений.

### Семена
Семена мелкие, плоские, заострённые у основания, светло-жёлтые или тёмно-жёлтые, обычно опушённые, вследствие чего имеют серый оттенок. Физиологически зрелыми становятся уже в зелёных, сформированных плодах. Всхожесть сохраняют 6—8 лет. При благоприятных температурных условиях и наличии влаги семена прорастают через 3—4 суток. Первый настоящий лист появляется обычно через 6—10 суток после всходов, последующие 3—4 листа — ещё через 5—6 суток, в дальнейшем каждый новый лист образуется через 3—5 суток. Начиная с молодого возраста в пазухах листьев отрастают боковые побеги (пасынки). Продолжительность периода от всходов до цветения растения — 50—70 суток, от цветения до созревания плода — 45—60 суток.

### Технология выращивания
Посев томатов производят в парники ещё зимой, с таким расчётом, чтобы через месяц после 2-й пикировки их можно было высадить прямо в грунт, не боясь заморозков, или в полухолодные парники. При очень ранней посадке растения могут быть готовыми к пересадке в грунт ещё в то время, когда земля не готова к этому, и оставшиеся в парнике растения, будучи тесно расположены, начинают вытягиваться и бледнеть, делаясь слишком чувствительными к изменениям температуры. Ввиду этого время посадки должно быть строго согласовано с местными климатическими условиями. В случае заморозков растения необходимо покрывать старыми ящиками, рогожами или матами.
В первое время роста всходов в тёплом парнике приходится наблюдать лишь за проветриванием парника и за ограждением всходов от сорных трав и вредителей. Через 3—4 недели после посева, когда появится вторая пара листьев с зубчиками, приступают к первой пикировке, пересаживая в тёплый же парник, но с большим слоем земли; сама пикировка производится так же, как и с капустой, причём под раму высаживают до 300 растений, если предстоит вторая пикировка, или только до 200, если впоследствии растения будут высажены прямо в грунт, без 2-й пикировки. Во втором парнике наблюдают за проветриванием последнего не только во избежание сырости и плесени, но и с целью закаливания растений.
Через месяц после первой пикировки, когда растения станут слишком теснить друг друга, приступают ко второй пикировке, перемещая растения уже более свободно (не более 200 растений под раму), поднимая парниковый ящик и всё менее и менее прикрывая растения рамами, с тем чтобы приучить растения к наружному воздуху. Окончательную пересадку в грунт производят приблизительно через месяц после 2-й пикировки, когда нет уже опасности перед заморозками. В тех случаях, когда желают получить более ранние плоды, например — в начале или середине июня, посев в парниках производят раньше и перед посадкой в грунт производят три пикировки.
Пересадку растений из парников производят в горшки, причём их держат в открытых парниковых ящиках, прикрывая рогожами лишь на ночь и при понижении температуры. Окончательную пересадку в грунт из горшков производят, не нарушая кома земли и закапывая его в заранее приготовленные ямки. Пользование горшками позволяет садовнику не торопиться с пересадкой и выждать благоприятное время, так как в горшках растения продолжают правильно развиваться. Что же касается месторасположения для томатов, то они любят освещённый, сухой, хорошо орошаемый грунт. Свежего удобрения томат не выносит, подвергаясь картофельной болезни; хорошо удаётся томат после капусты, получившей богатое удобрение. Высаживают томаты рядами, тесная посадка вредна во всех отношениях. Немедленно после посадки растения поливают, и эту поливку продолжают до тех пор, пока растения не примутся.
В начале периода после посадки, когда ночи ещё прохладные, следует избегать полива после захода солнца, так как это вызвало бы ещё большее охлаждение земли. Вдоль всей плантации проводят бороздки для орошения растений. Томаты довольствуются орошением, и поливку из лейки самих растений необходимо производить лишь при крайне сильных засухах, да и то раза два в лето. При дальнейшем росте растений необходимо подвязывать и подрезать растения (шпалерный способ разведения), что содействует равномерному освещению растений, лучшему проветриванию, а следовательно, и более обильному, и более раннему созреванию плодов. Обрезают растения таким образом, чтобы осталось лишь 2—3 сильных побега, промежуточные же удаляются, томаты подвязываются или к шпалерам (решёткам, проволокам и т. п.), или к кольям, причём должно быть наблюдаемо, чтобы каждый стебель развивался вполне свободно. Дальнейший уход заключается в удалении жировых побегов и поправке подпорок.
Уборку томатов завершают до наступления холодных ночей. Температура +8 °C уже губительна для плодов. Если же температура опускается ещё ниже, плоды загнивают даже сорванные, не успев дозреть. Поэтому снимать их с кустов лучше бурыми и даже зелёными. Этим ускоряется налив оставшейся завязи. Дозаривание ведут в ящиках, куда плоды укладывают в 2—3 слоя. Полезно положить в ящик и несколько красных помидоров: они выделяют газ этилен, ускоряющий созревание зелёных томатов. Выбирая же из ящиков красные плоды, оттягивается срок дозаривания остальных плодов (при длительном хранении именно так и поступают). Собирают плоды раз в неделю.

### Вредители, болезни и методы борьбы с ними
Вредителями томатов являются медведка, комарики-сциариды чёрного цвета, тепличная белокрылка, картофельные тли и некоторые другие насекомые: (хлопковая совка, колорадский жук).
В 2000-х годах в Европе стал распространяться опасный чужеродный вредитель томатов — томатная минирующая моль. В России эта моль появилась в 2010 году. Родина этого вида — Южная Америка.
Болезни томатов могут быть вызваны избытком или недостатком азота, калия, фосфора или же грибками и вирусами. Основные методы борьбы с болезнями томатов — использование системных фунгицидов. В списке ниже представлены основные заболевания:
- фитофтороз,
- мозаика (вирус Nicotiana virus J.),
- бронзовость листьев (вирус Lycopersicum virus),
- корневая гниль (возбудитель — гриб Thielaviopsis basicola),
- ризоктониозная гниль плодов (гриб Rhizoctonia solani Kuehn.),
- розовая гниль плодов (гриб Fusarium gibbosum Арр. et Wr.),
- серая гниль (гриб Botrytis cinerea Pers.),
- стеблевая гниль томатов (гриб Didymella lycopersici),
- фомоз (бурая гниль; гриб Phoma destructiva Plowr.),
- фузариозное увядание (гриб Fusarium oxysporum f. lycopersici.),
- антракиоз (гриб Colletotrichum atramentarium  (Berk. et Br.) Taub.),
- белая гниль (гриб Sclerotinia sclerotiorum),
- бурая пятнистость листьев, кладоспориоз, или листовая плесень (гриб Cladosporium fulvum Cooke.),
- вертициллёзное увядание (грибы Verticillium albo-atrum и V. dahliae),
- столбур (Lycopersicum virus 5).

Также встречаются болезни разной природы, проявляющиеся в растрескивании плодов, скручивании листьев томатов.

## Фрукт или овощ
Различие между научным и бытовым (кулинарным) представлением о плодах, ягодах, фруктах, овощах в случае томата (как и некоторых других растений, например, огурцов) приводит к путанице. Плоды томата — с точки зрения ботаники — многогнёздные синкарпные ягоды. В английском языке не существует разницы между терминами фрукт и плод. В 1893 году Верховный суд США единогласно признал, что при взимании таможенных сборов помидоры, по способу их использования, следует считать овощами, поскольку они подавались на обед, а не на десерт (хотя суд отметил, что с ботанической точки зрения томаты — это ягоды).

## В культуре
В Каменке-Днепровской Запорожской области (Украина) установлена скульптура «Слава помидору».
В испанском городе Буньоле ежегодно, в последнюю среду августа, проводится Томатина — праздник, на котором десятки тысяч участников из разных стран, забрасывают друг друга помидорами.